# Lise Kingo
Lise Kingo (født 3. august 1961) er en dansk forretningskvinde som er uafhængigt bestyrelsesmedlem i Danone, Sanofi og Covestro. Kingo er desuden medlem af Novo Nordisk Fondens Humanitære Rådgivningspanel. Hendes erhvervskarriere har haft fokus på socialt ansvar og bæredygtighed som en vigtig drivkraft for forretningsmål og vækst.
Kingo var CEO og administrerende direktør for FNs Global Compact, et erhverv hun overtog fra Georg Kell. Hun blev udnævnt af FNs daværende generalsekretær Ban Ki Moon den 25. juni 2015. Før dette var hun koncerndirektør i koncernledelsen i Novo Nordisk, en ledende multinational medicinalvirksomhed med hovedsæde i Danmark.

## Uddannelse
Kingo har en mastergrad i ansvarlighed og virksomhedsstrategi fra Bath University i England og et Corporate Governance certikat fra INSEAD i Frankrig. Hun er bachelor i religionsvidenskab og oldgræsk kultur fra Aarhus Universitet  med en HD i i afsætningsøkonomi fra CBS i København.

## Novo Nordisk
Kingo startede sin karriere i Novo Nordisk i 1988 som chef for bæredygtighed. I 1999  blev hun forfremmet til Direktør for Stakeholder Relations, en stilling  hun havde frem til 2002. I 2002 blev Kingo udnævnt til koncerndirektør, stabschef og medlem af koncernledelsen. Disse roller havde hun frem til 2014.
I løbet af sin tid i Novo Nordisk havde Kingo ansvaret for blandt andet bæredygtighed, stakeholderrelationer, kommunikation, branding, kvalitet, compliance og HR. Lægemiddelvirksomheden er globalt ledende inden for blandt andet diabetes. Kingo er anerkendt for sit arbejde med at styrke virksomhedens bæredygtige forretningsmodel og lederskab, hvilket bl.a. gjorde, at Novo Nordisk under hendes ledelse fastholdt sin førerposition i Dow Jones Sustainability-indekset.
Kingo er kendt for sin indsats for at etablere "Triple Bottom Line" forretningsmodellen i Novo Nordisk, hvor økonomiske, sociale og miljømæssige hensyn (også kendt som "People, Planet, Profit") håndteres ligeværdigt. I sin tid i Novo Nordisk publicerede hun også flere videnskabelige artikler om vigtigheden af offentlige-private samarbejder inden for international udvikling og sundhed.

## FNs Global Compact
Lise Kingo blev udnævnt til stillingen som administrerende direktør for FNs Global Compact den 25. juni 2015 af tidligere FN generalsekretær, Ban Ki-Moon. I sin tid som administrerende direktør sikrede Kingo, at organisationen udviklede en klar strategi med en række overordnede fokusområder og målsætninger herunder medlemsvirksomhedernes fokus på FNs Verdensmål (SDG'erne) som drivkraft for bæredygtig forretningsudvikling.
I et interview fra november 2015 sagde Kingo: "Vi mener, at målene skal ses som en kilde til inspiration og en platform for ny vækst", med et ønske fra hendes side om et styrket samarbejdet mellem den private sektor, internationale organisationer og civilsamfundet. Som leder af FNs Global Compact satte hun fokus på virksomhedernes bidrag til den historiske klimaaftale i Paris (COP 21), FNs Verdensmål og hun styrkede bæredygtighedssamarbejdet med World Economic Forum i Davos.
Kingo bliver set som en central del af en ny bølge af udnævnelser af højtstående kvindelige FN-embedsmænd. Udnævnelserne har de senere år indikeret et skifte i FNs tilgang til at sikre diversitet og nyt blod på ledelsesniveauet. Lise Kingo havde stillingen frem til juni 2020, hvor hun begyndte sin karriere som professionelt bestyrelsesmedlem.

## Andre aktiviteter
- Bestyrelsesmedlem af Bestyrelsesforeningen i Danmark (siden 2021)[20]
- Bestyrelsesmedlem af Boards Impact Forum i den nordiske afdeling af World Economic Forum (siden 2021)[21]
- Tidligere formand for Rådet for Samfundsansvar i Danmark i UK[22]
- Tidligere adjungeret professor i Bæredygtighed og Innovation, Vrije Universiteit, Holland[23]
- Tidligere formand for Imperial College London’s Leonardo Center for Business in Society England[24]

## Anerkendelser
- 2020 - Thomson Reuters Responsible Business Honoree Award
- 2018 - Copenhagen Business School 2018 Æresalumnepris[25]
- 2002 - Edinburgh-medaljen
- 1998 - Tomorrow Magazine's Environmental Leadership Award[26]